# Garcinia pauciflora
Garcinia pauciflora är en tvåhjärtbladig växtart som beskrevs av John Gilbert Baker. Garcinia pauciflora ingår i släktet Garcinia och familjen Clusiaceae. Inga underarter finns listade i Catalogue of Life.